# سکستوس تارکوئینیوس

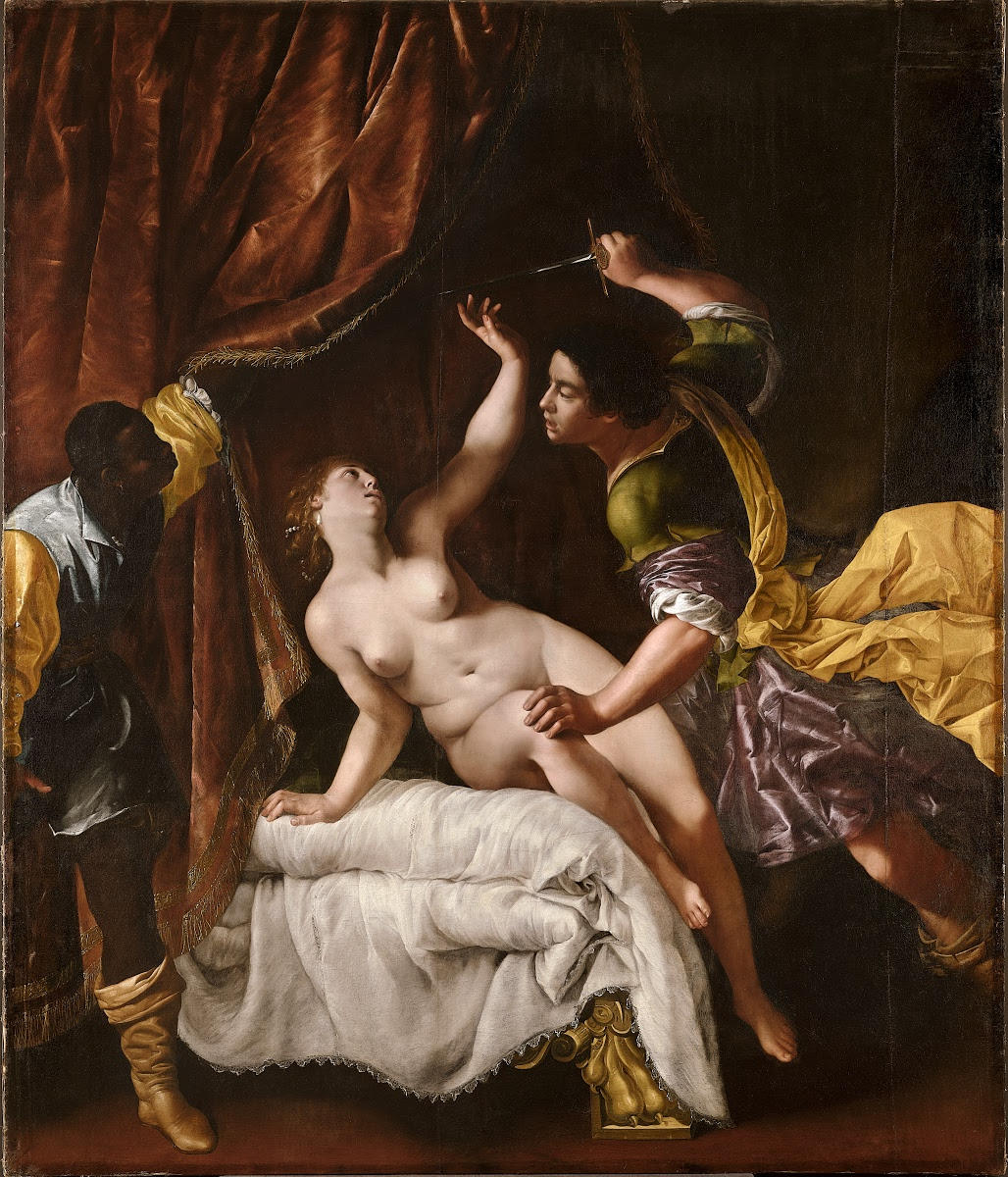
سکستوس تارکوئینیوس در حال تهدید لوکرتیا به تجاوز (اثر از آرتمیتسیا جنتیلسکی)

سکستوس تارکوئینیوس (به لاتین: Sextus Tarquinius) پسر لوکیوس تارکوئینیوس متکبر، آخرین شاه روم، بود. تجاوز او به لوکرتیا، بانوی اشرافی و نجیب رومی، سبب وقوع شورشی در روم شد که به سرنگونی نظام سلطنتی و برقراری جمهوری روم انجامید.

## تجاوز به لوکرتیا

### پیش‌درآمد

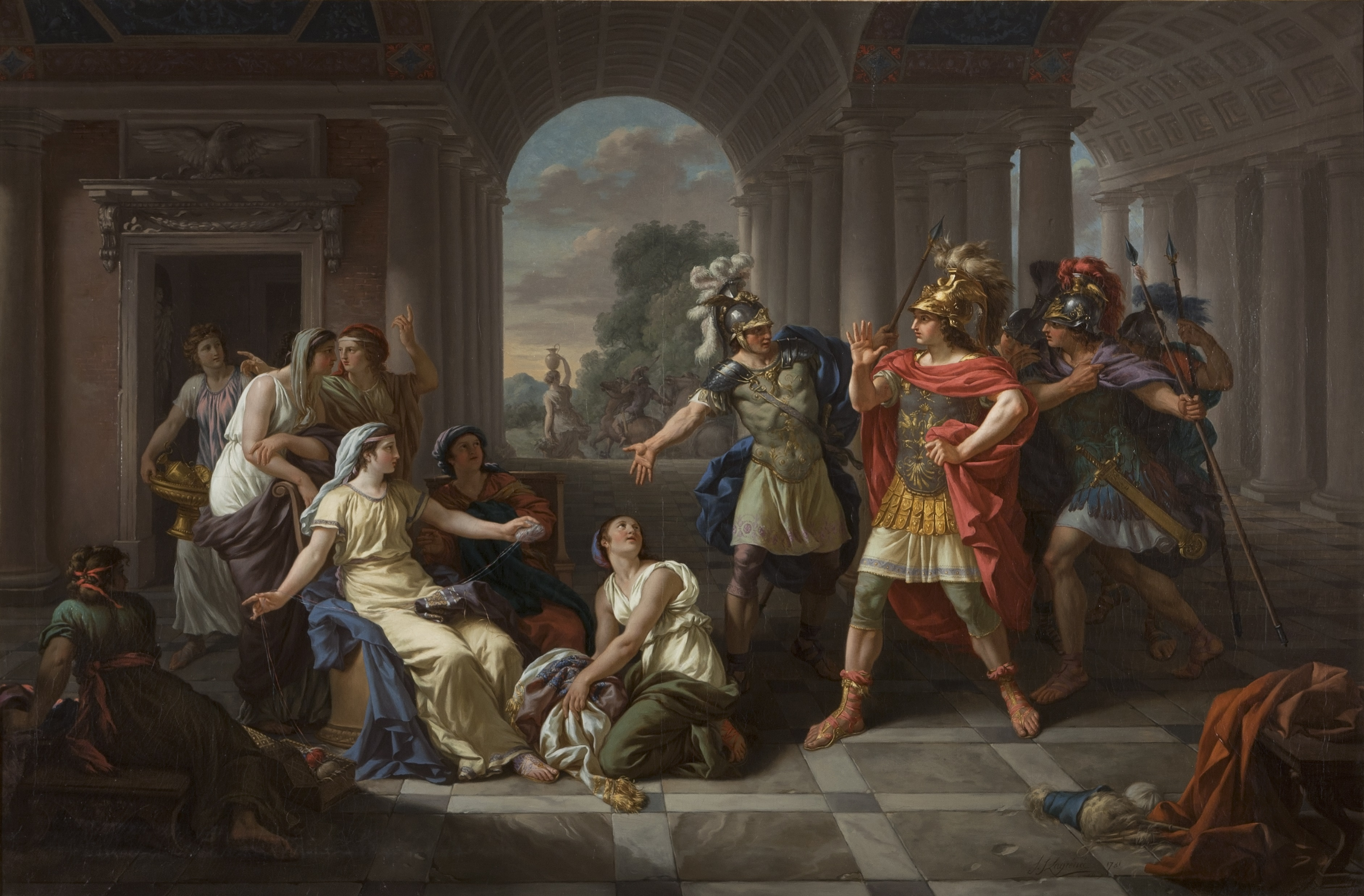
فرزندان تارکوئینیوس فضیلت لوکرتیا را می‌ستایند (اثر ژان ژاک لاگرن، ۱۷۸۱)

فابیوس پیکتور او را فرزند دوم، دیونوسیوس هالیکارناسی او را نخستین فرزند و تیتوس لیویوس او را آخرین فرزند لوکیوس تارکوئینیوس متکبر می‌دانند. به‌هر روی، پدرش هفتمین و آخرین پادشاه روم بود که از ۵۳۴ ق.م. تا ۵۰۹ ق.م. سلطنت کرد. او ستمگرترین پادشاه روم بود که علاقهٔ بسیاری به طرح‌های جاه‌طلبانه و جنگجویانه داشت و مردم را به بیگاری می‌گرفت و از خود بسیار منزجر ساخته بود و، برای همین، توده‌ها بدو لقب Superbus دادند که در لاتین به‌معنای «متکبر» است. او بر دولت‌شهر گابیئی و بر وُلسکیان و روتولان هجوم برد و کوشید شهرشان آردئا را باحمله‌ای تصرف کند، اما جنگش طول کشید و فرساینده شد. پس سعی کرد شهر را با محاصره تسلیم خود کند. برای همین، اردوگاه‌هایی پیرامون آن شهر برپا کرد و سپاهیان را در آن‌ها اسکان داد و خود نیز در اردوگاه ماند، و چون جنگْ بیشتر فرساینده بود تا خونین، به سربازانش مرخصی بسیار می‌داد. در جریان یک باده‌گساری در خیمهٔ فرماندهان، بحث همسرانِ هریک از شاهزادگان در میان افتاد. پس هریک با گزافه‌گوییْ زیبایی و کمالات و اخلاقِ همسرِ خود را ستود و بعد که مجادله داغ شد، لوکیوس تارکوئینیوس کولاتینوس –پسرِ پسرعموی پادشاه–پیشنهاد کرد که همگی به‌خانهٔ همدیگر بروند و یواشکی رفتار زنانشان را ببینند تا معلوم شود که همسر کدام‌یک از بقیه زیباتر و بااخلاق‌تر است–او مطمئن بود که همسر خودش، لوکرتیا، باکمالات‌تر و عفیف‌تر از همسر بقیه است. شاهزادگان پیشنهادش را پذیرفتند و از اردوگاه (در حوالی آردئا) به‌سوی روم راه افتادند تا یواشکی همسران یکدیگر را دید بزنند و ببینند که هریک، در غیاب شوهرش، به چه‌کاری مشغول است. شاهزادگان دیدند که همسرانِ هرکدامشان فقط مشغول عیاشی با همسالانشان هستند. سپس به‌سوی کولاتیا (منزل کولاتینوس) تاختند تا به خانهٔ کولاتینوس هم بروند و همسر او، لوکرتیا، را هم ببینند و بعد دربارهٔ زنانشان جمع‌بندی کنند. شب‌هنگام، وقتی به خانهٔ کولاتینوس رسیدند، دیدند که لوکرتیا تا پاسی از شب مشغول رشتن پشم است و به کنیزانش هم کمک می‌کند. پس همسرِ کولاتینوس در مسابقهٔ فضیلت زنانه پیروز شد، و کولاتینوس به خودش بالید و شاهزادگان را میهمان کرد. سپس به‌سوی اردوگاه در آردئا بازگشتند.

### تجاوز

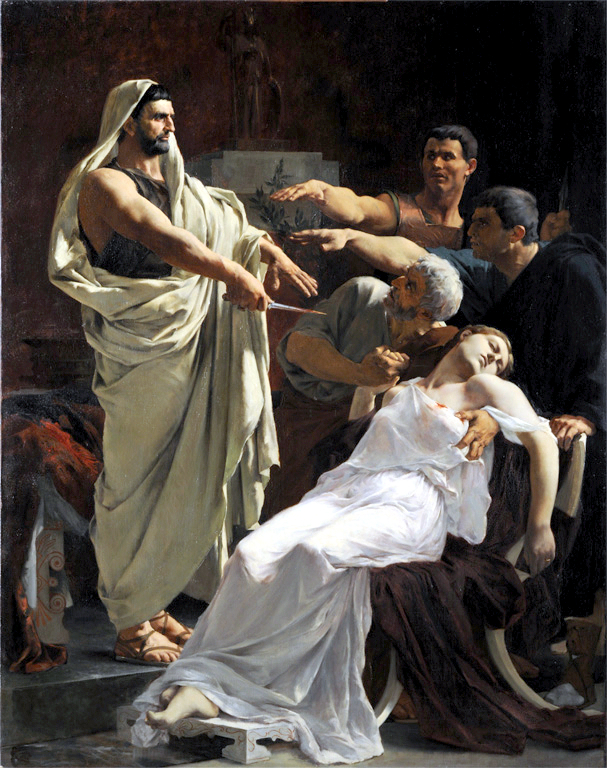
بروتوس خنجرِ آغشته به خونِ لوکرتیا را در دست می‌گیرد و سوگند می‌خورد که انتقام آن زن را از خاندان پادشاه می‌گیرد. پیرمردی که جسد را گرفته پدر لوکرتیا و فرد سیاهپوشِ بالای سرش شوهر اوست. (اثر هنری پینتا)

اما چند روز بعد، سکستوس، مخفیانه و بی‌اطلاعِ کولاتینوس، به کولاتیا بازگشت و از آن زن عفیف و زیبا خواست به زنا رضایت بدهد. چون زن مخالفت کرد، سکستوس شمشیر کشید و او را به تجاوز تهدید کرد، اما زن به‌قیمت جانش نیز تسلیم بدکاری نشد. پس سکستوس او را تهدید به آبروریزی، به‌عنوان آخرین حربه، کرد و گفت که وقتی او را کشت، جنازهٔ لختِ یک غلام را کنارش قرار می‌دهد تا همه بگویند که لوکرتیا در جریان یک زنا، آن هم با یک غلام، کشته شده‌است. لوکرتیا دید که نه‌تنها جان که آبرویش نیز در خطر است، پس به‌ناچار به زنا رضایت داد. پس از آن، سکستوس، شادمان از مقهور کردن عفت زن، از کولاتیا رفت. لوکرتیا، که بسیار افسرده شده بود، پیکی به شوهرش کولاتینوس در اردوگاه آردئا و به پدرش لوکرتیوس در روم فرستاد و از آنان خواست که باشتاب به کولاتیا بیایند، و البته هرکدام یک مرد صمیمی و قابل‌اعتماد با خودش بیاورد. پس آن دو لوکیوس یونیوس بروتوس و پوبلیوس والریوس پوبلیکولا را برگزیدند و با هم، چهار نفری، به کولاتیا تاختند و به منزل لوکرتیا درآمدند. آنجا، لوکرتیا ماجرای تجاوز پسر پادشاه را برایشان شرح داد و از آنان خواست که انتقام او را از سکستوس بگیرند. پس چون آن چهار مرد سوگند انتقام‌گیری خوردند و خیال زن را بابت انتقام‌گیری راحت کردند، لوکرتیا خنجری را که زیر جامه‌اش پنهان کرده بود در قلبش فروکرد و خود را کشت تا ثابت کند که فقط به‌خاطر حفظ آبرویش مجبور به تن دادن به رابطه با سکستوس شده بود، و گرنه به‌هیچ‌روی راضی به رابطه نبوده‌است.

### شورش و براندازی پادشاهی تارکوئینیان
در حالی‌که همسر و پدرِ لوکرتیا مشغول شیون و زاری بودند، بروتوس خنجر را از قلب لوکرتیا درآورد و جلوی خود گرفت و به خون زن قسم خورد که انتقامش را می‌کشد و اجازه نمی‌دهد زین‌پس خاندان تارکوئینیان یا هر خاندان دیگری بر روم حکومت کند؛ و آن سه تن را گفت که به‌جای گریستن بر مرگ زن دست‌به‌کار شوند. پس این چهار مرد جنازهٔ لوکرتیا را برداشته تا میدان مرکزی شهر کولاتیا بردند و در معرض دید عموم گذاشتند و هریک از ددمنشی و گستاخی خاندان شاه دادوناله سرداد و کمک خواست. خاصه، بروتوس از آنان خواست که، به‌جای گریستن بر جنازهٔ زن، دست به شمشیر ببرند و خاندان فاسد شاه را خلع کنند. پس عدهٔ زیادی از جوانان داوطلب شدند و سپاهی تشکیل داده به‌سوی روم راه افتادند. از قضا، چنان‌که پیش‌تر گفته شد، سپاه روم و پادشاهش چند کیلومتر دورتر مشغول محاصرهٔ شهر آردئا بودند و از شورش اهالی کولاتیا و حرکتشان به‌سوی روم خبر نداشتند. وقتی سپاه داوطلب کولاتیا به روم درآمد، چون مردم روم دیدند که بروتوس و لوکرتیوس ــ دو تن از اشراف روم ــ در خط مقدم آن سپاه می‌آیند، تعجب کردند. بروتوس رومیان را به میدان مرکزی فراخواند و همان نطقی که برای اهالی کولاتیا ایراد کرده بود را برای رومیان هم کرد و از آنان خواست رأی به خلع قدرت لوکیوس تارکوئینیوس متکبر و کل خاندان تارکوئینیان بدهند. رومیان نیز پذیرفتند و با همسر و پدر لوکرتیا همدردی کرده رأی به خلع قدرت تارکوئینیوس ــ که با پسرانش در آردئا بود ــ دادند. وقتی این اخبار انقلابی به تارکوئینیوس رسید، او دستپاچه و هراسان با گارد وفادارش به‌سوی روم به‌راه افتاد تا شورش را بخواباند. اما دروازه‌های روم را به رویش بستند و حکم تبعیدش را قرائت کردند و اکثریت سپاهش، که در اردوگاه آردئا مانده بود، نیز با انقلابیان همدلی کرده به شاه پشت کرد، و او مجبور شد با پسرانش به کائره، از دولت‌شهرهای اتروسکان و واقع در شمال روم، پناهنده شود. بدین‌سان، دوران پادشاهی روم (۷۵۳ تا ۵۰۹ ق. م) به‌پایان رسید و جمهوری روم تأسیس شد.

## نگارخانه

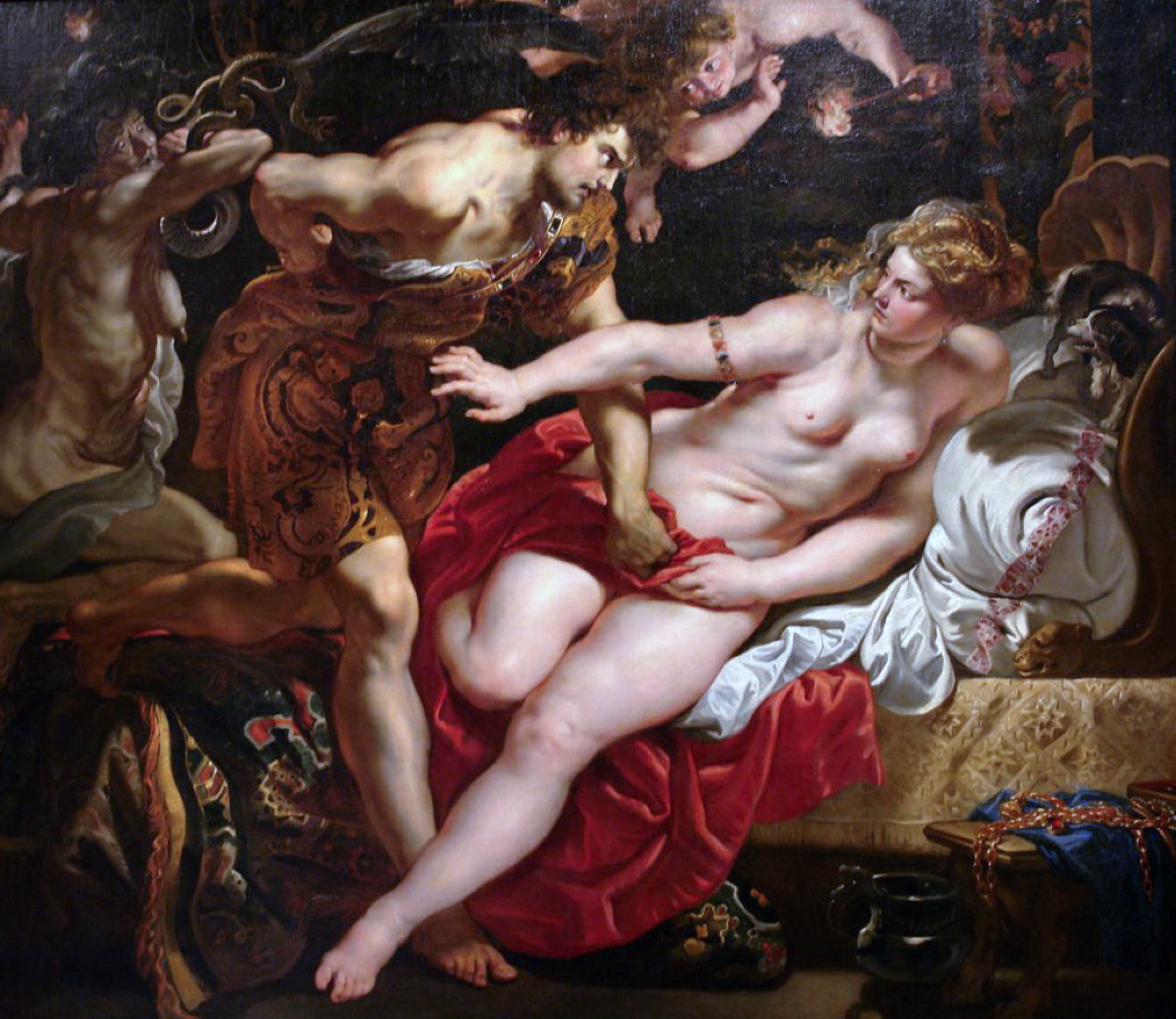
اثر پیتر پل روبنس
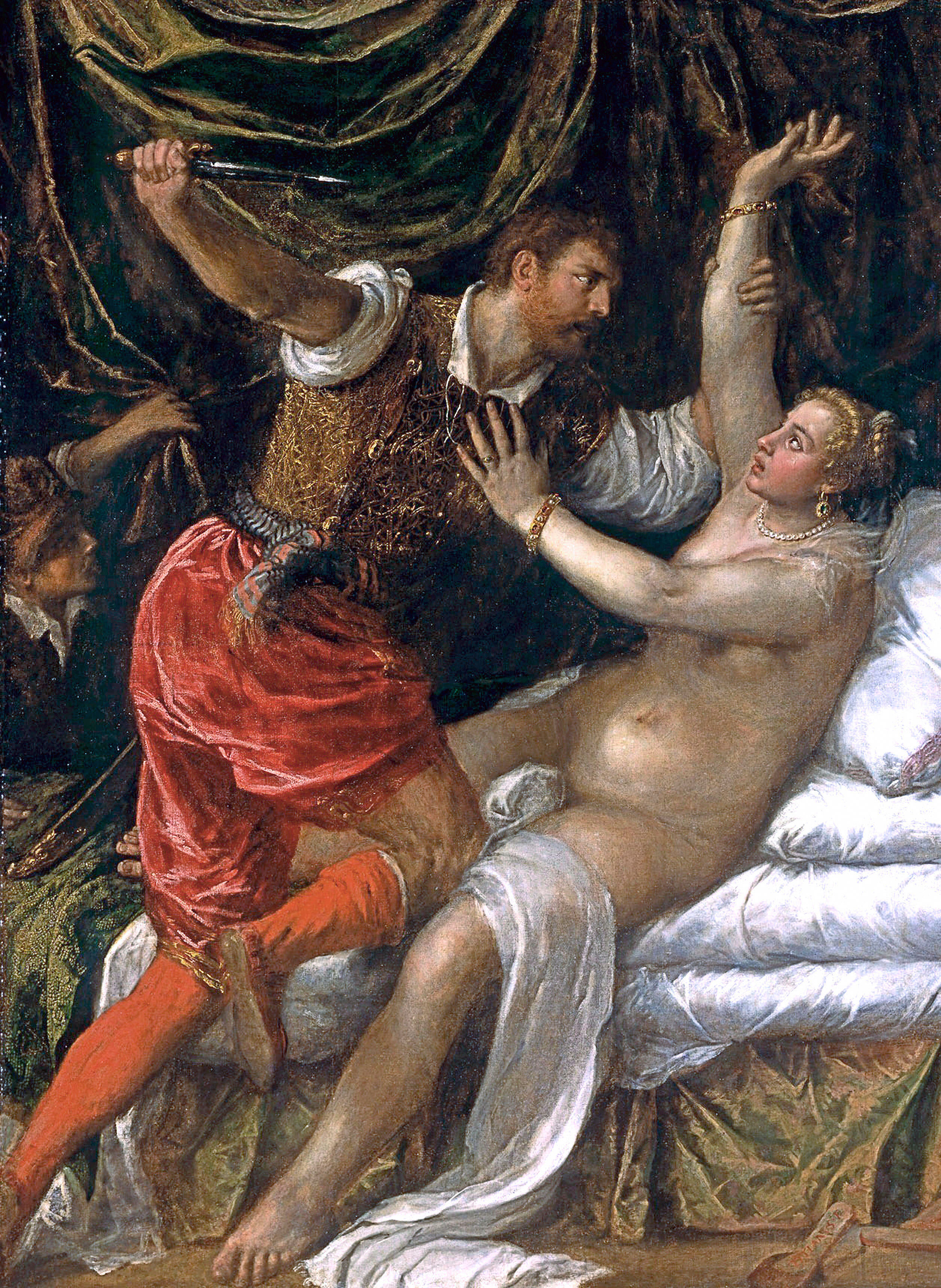
اثر تیسین
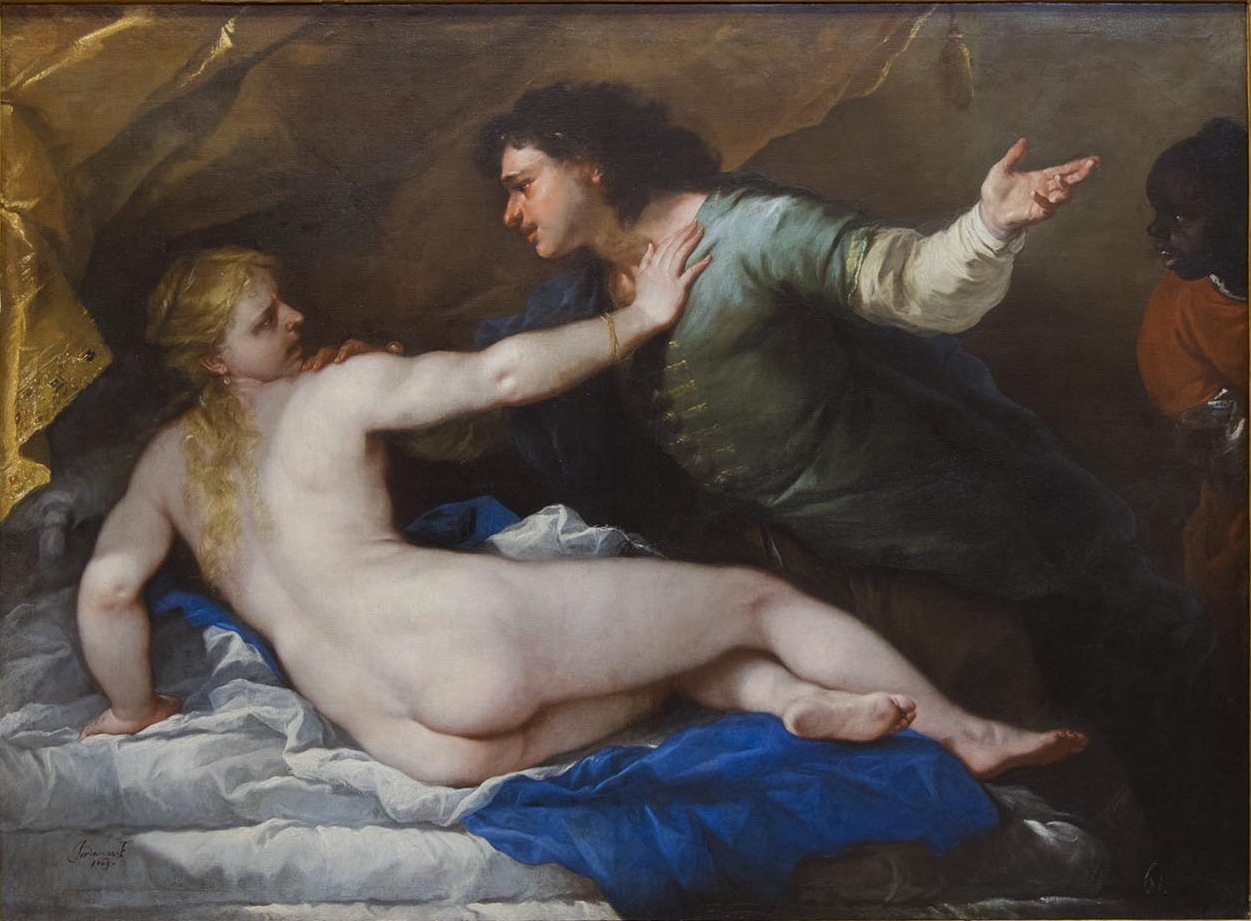
اثر لوکا جوردانو
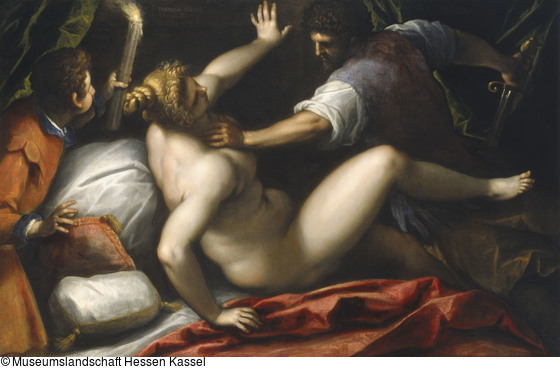
اثر پالما وکیو
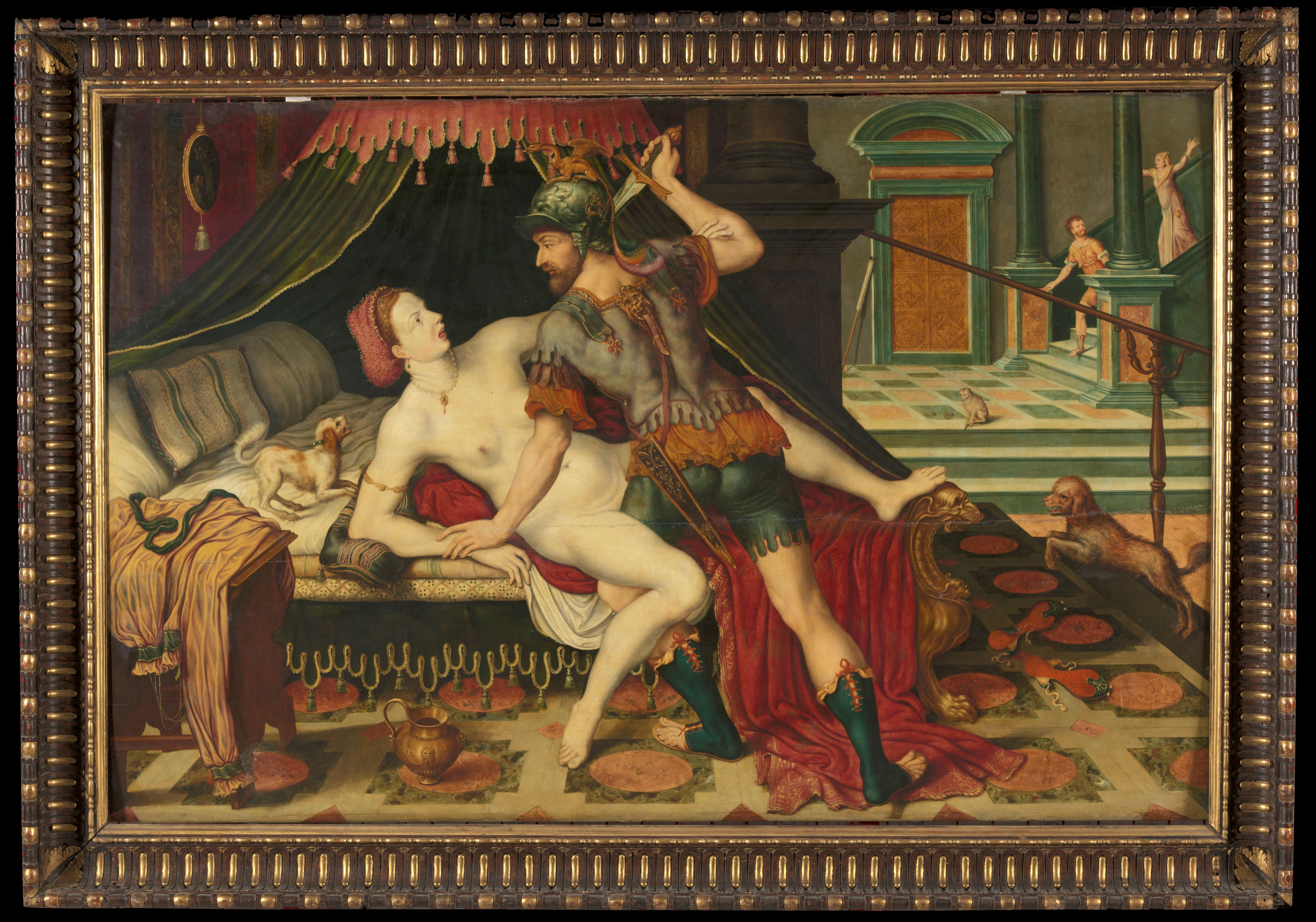
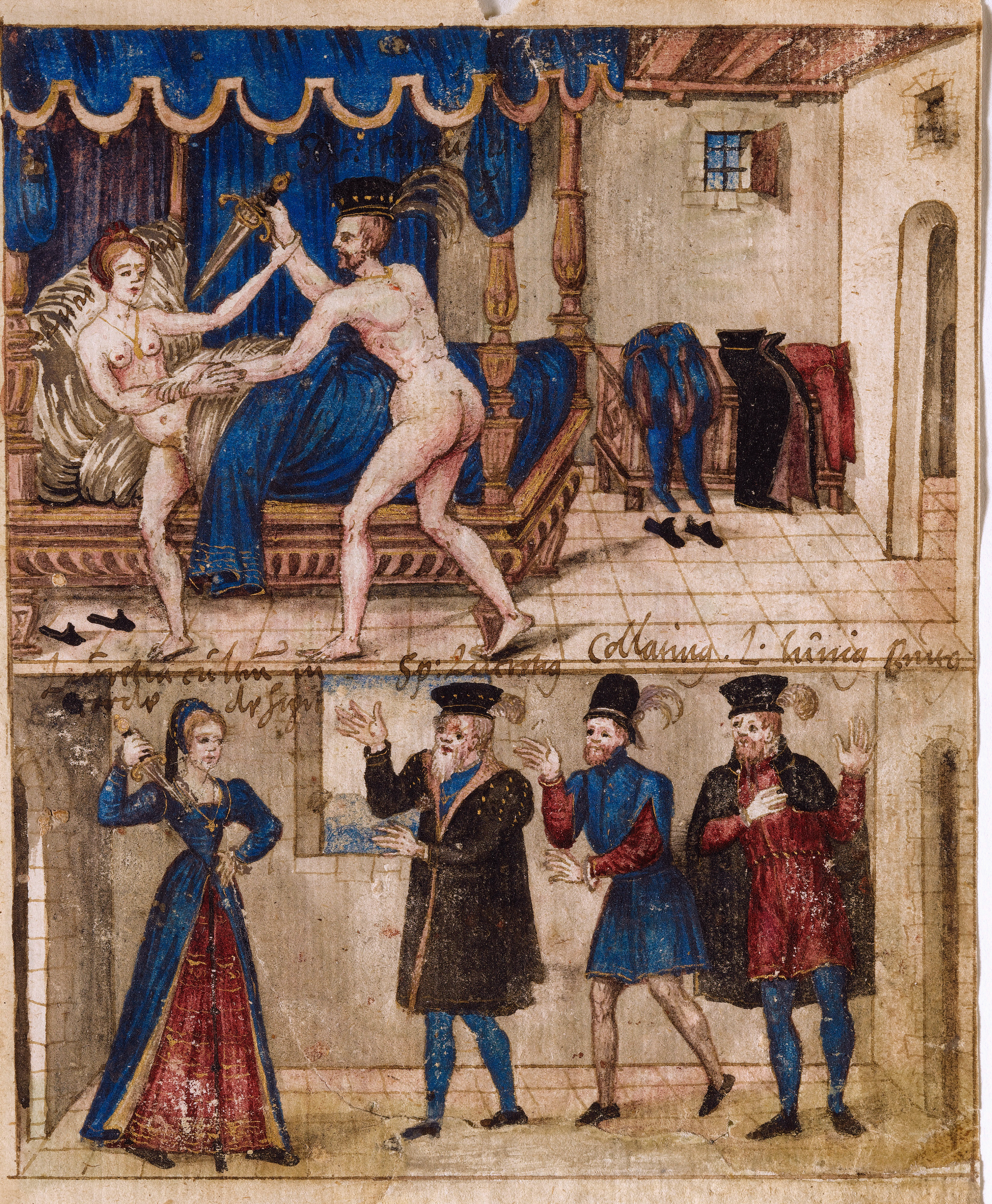
تصویر بالا تجاوز سکستوس و تصویر پایین شکایت لوکرتیا به همسر و پدر و بروتوس را نشان می‌دهد.
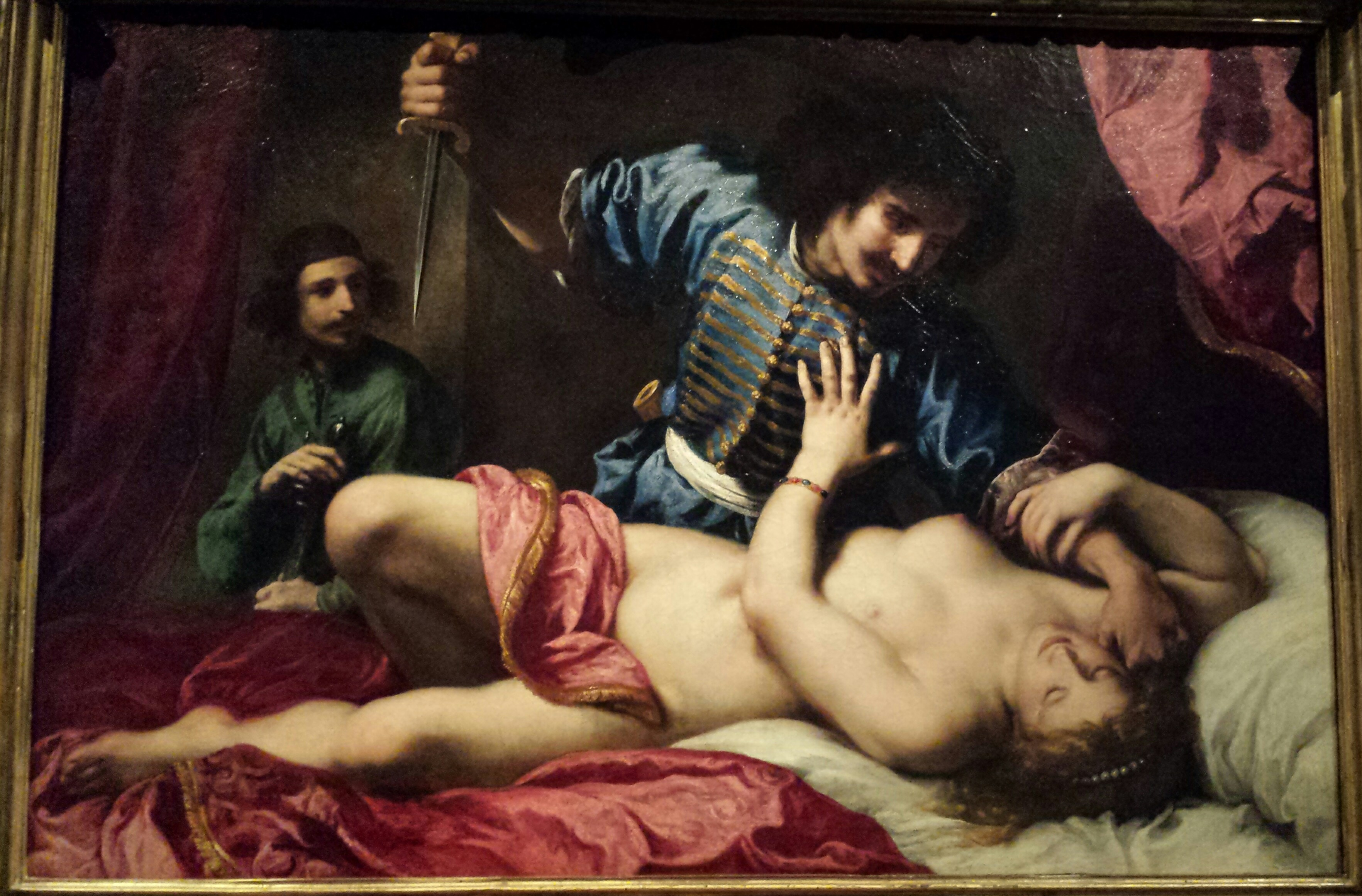
اثر فلیچه فیکرلی
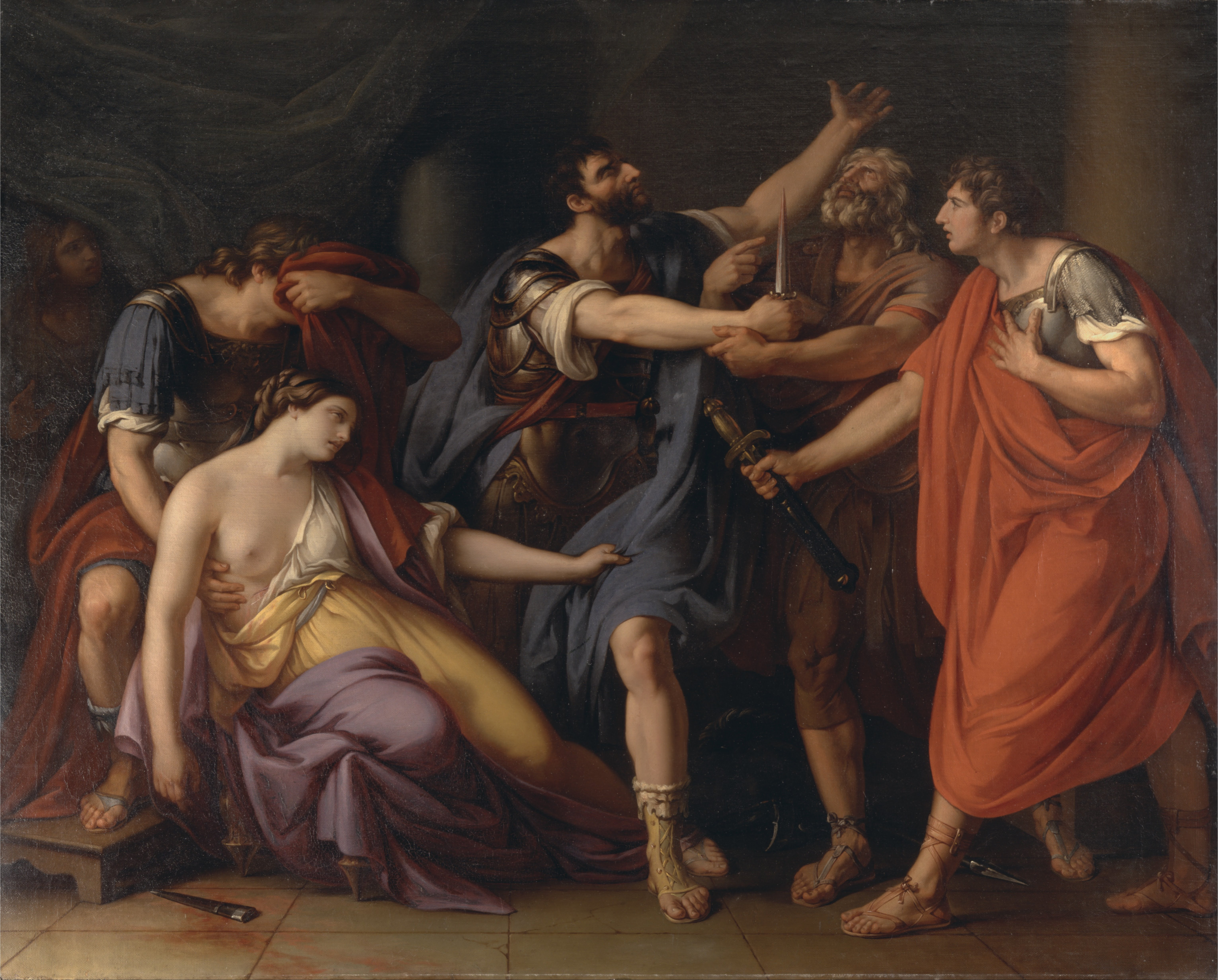
پس از خودکشی لوکرتیا، بروتوس کارد را در دست گرفت و قسم خورد که انتقام زن را می‌گیرد (اثر گاوین همیلتون)
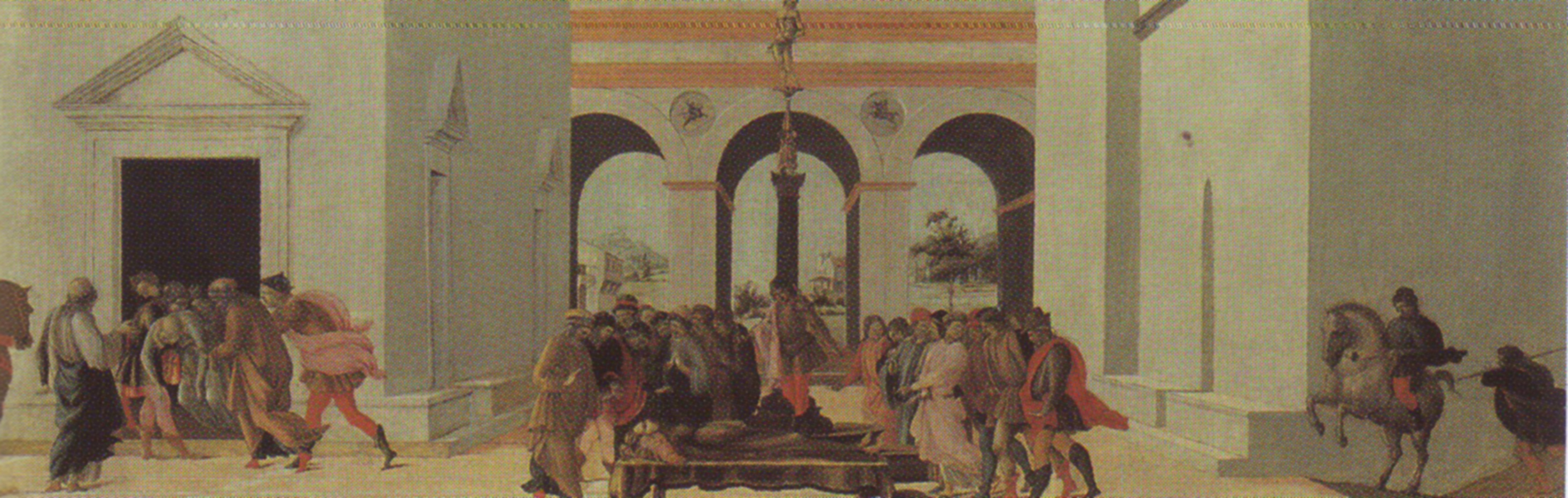
جنازهٔ لوکرتیا در میدا مرکزی شهر (اثر فیلیپینو لیپی)
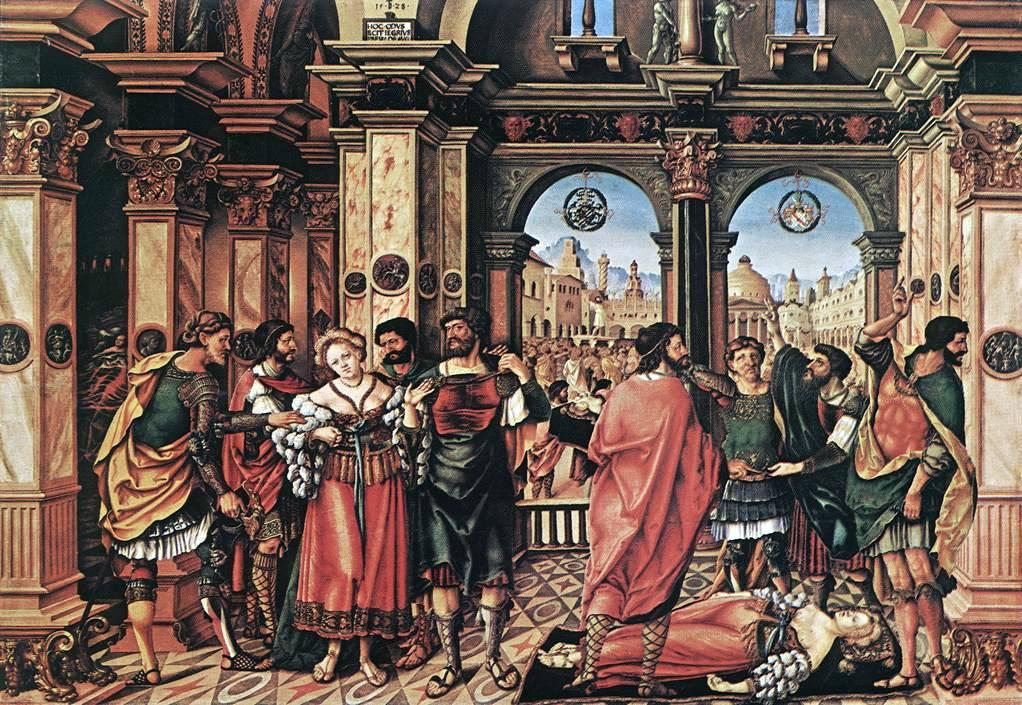
خودکشی لوکرتیا (اثر یورگ بروی بزرگ‌تر)
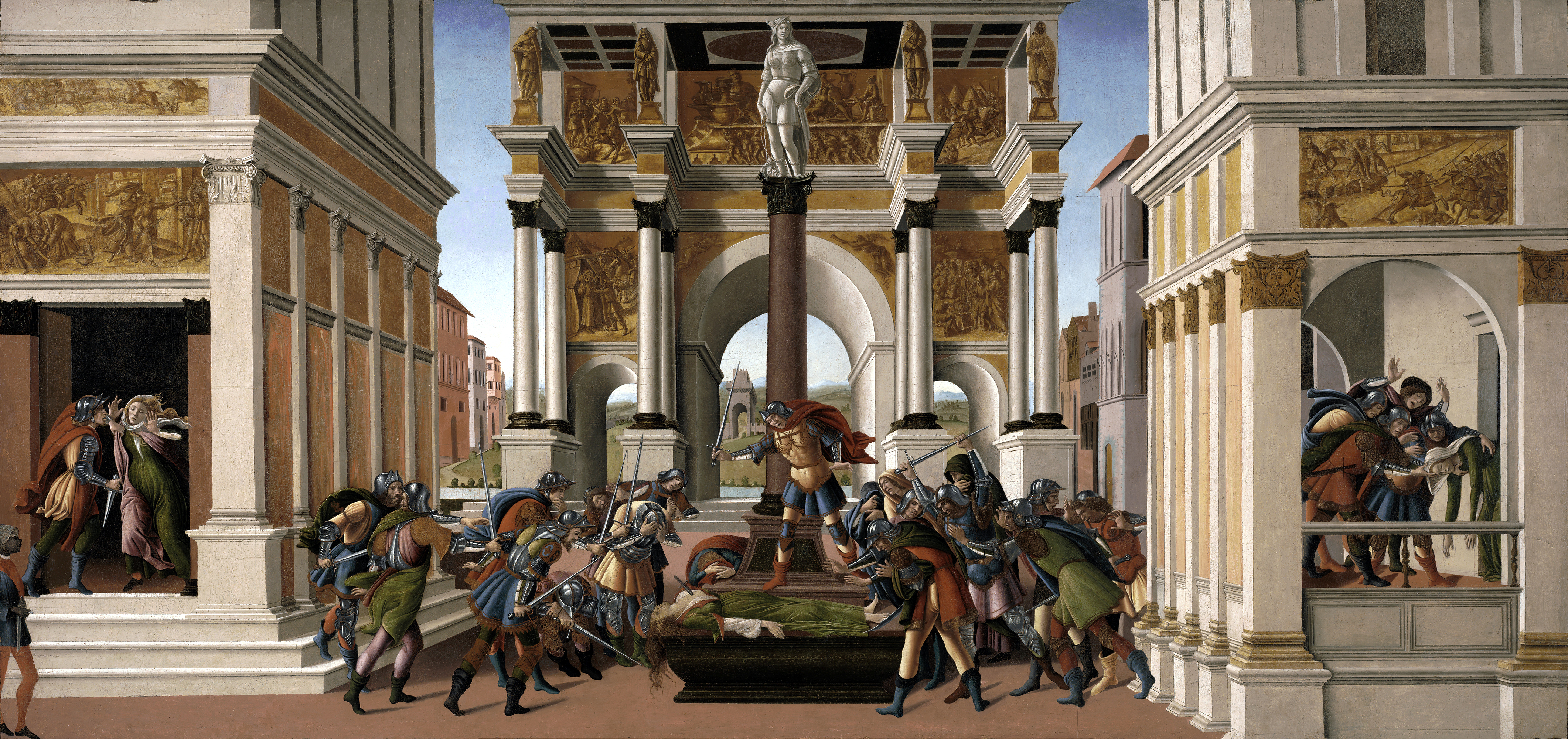
جنازهٔ لوکرتیا در میدان مرکزی شهر (اثر ساندرو بوتیچلی)
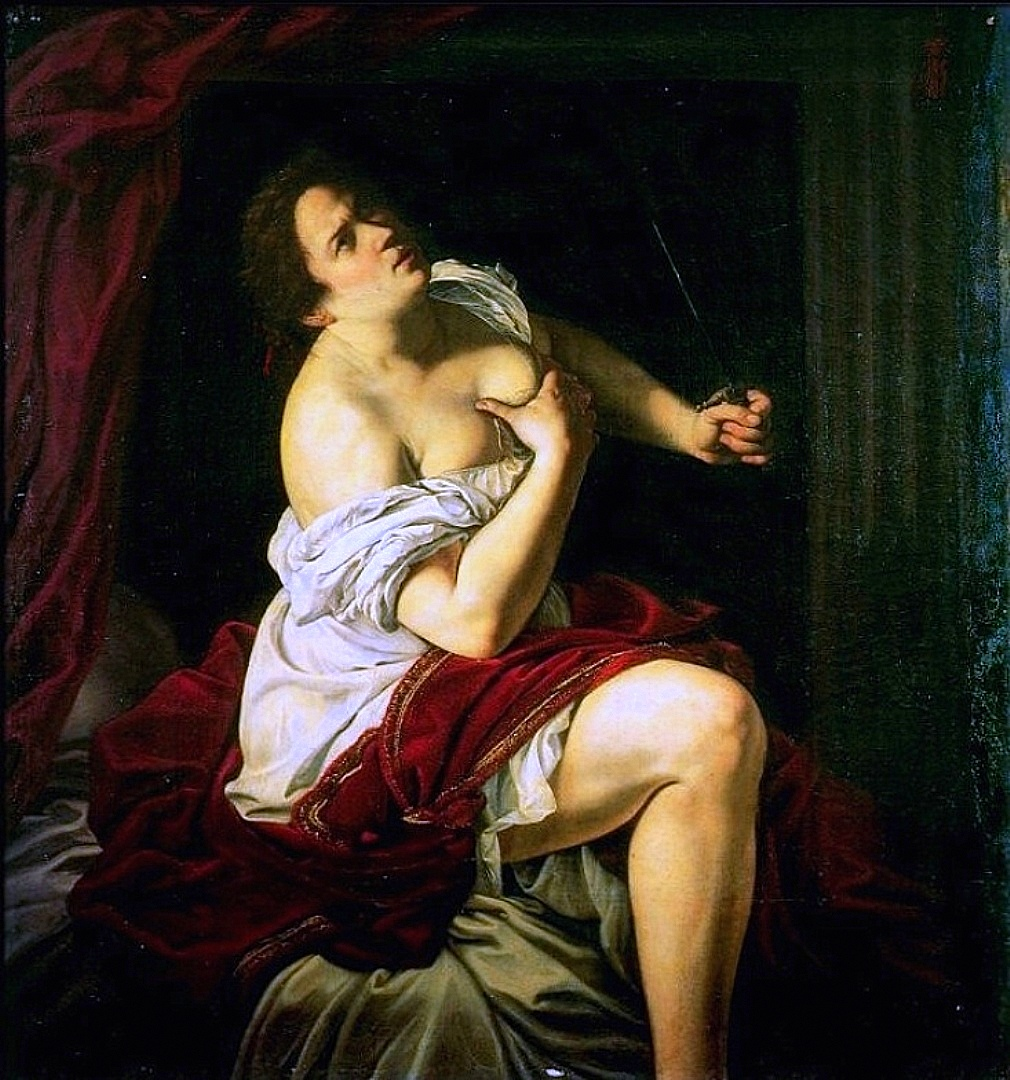
اثر آرتمیتسیا جنتیلسکی